# Pasco (département)
Pour les articles homonymes, voir Pasco.
Le département de Pasco est une région du centre du Pérou. Elle a été créée le 27 novembre 1944.

## Géographie
La région de Pasco se trouve dans la partie centrale du pays, à l'est de la Cordillère des Andes, avec des zones andines et des zones de forêt tropicale d'altitude (selva alta). Sa capitale, Cerro de Pasco, est la plus haute du pays, à une altitude de près de 4 000 mètres. Elle est limitée
- au nord par la région de Huánuco,
- au sud par la région de Junín,
- à l'est par la région d'Ucayali,
- à l'ouest par la région de Lima.

- Altitude de la capitale : 4 338 m.

- Principaux cours d'eau : Pozuzo, Pachitea y Mantaro.
- Cols : Anamaray (à 4 900 m) et Jaraopa (à 4 800 m) dans la province Daniel A. Carrión ; San Antonio (à 4 800 m) dans la province de Pasco.
- Lacs : Acucocha, Pumpum, Alcacocha, Shegue y Huaroncocha.

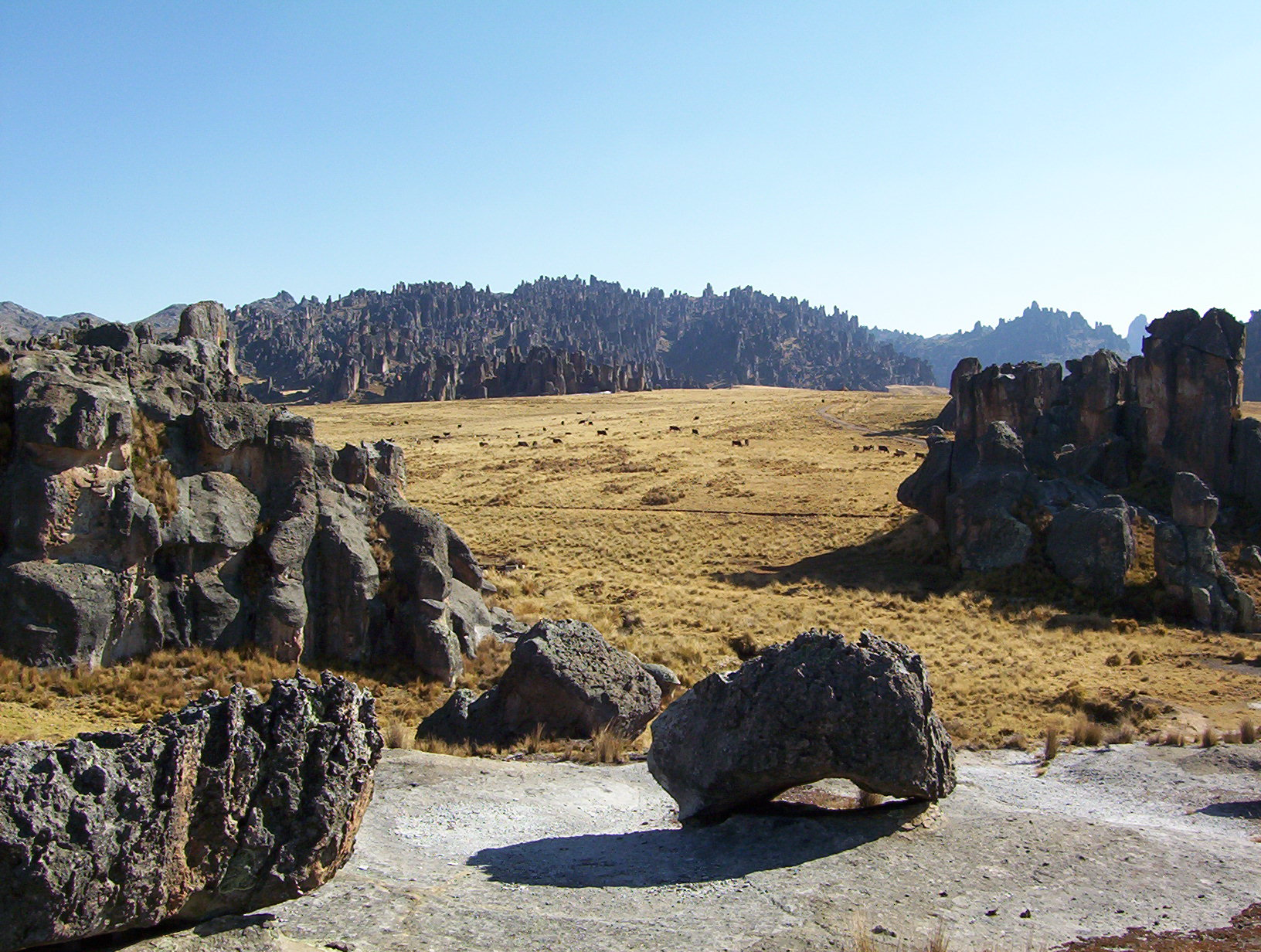
Forêt de pierre à Huayllay - Pasco, Pérou

### Divisions administratives
La Région de Pasco est composée de 3 provinces
|  | - Pasco - Daniel A. Carrión - Oxapampa |

## Climat
À 4 000 m, le climat est froid, avec 15 °C le jour et moins de 0 °C la nuit. Il y a des pluies de novembre à mars. Dans la puna, le vent souffle à partir de la mi-journée. À Cerro de Pasco, la température moyenne annuelle est de 4 °C, avec une température maximale de 10 °C et minimale de −11 °C. Dans la province d'Oxapampa, le climat est tropical ; à Oxapampa, la température moyenne annuelle est de 18 °C, avec une température maximale de 28 °C et minimale de 6 °C.

## Transports
- Aéroport : Puerto Ramírez.
- Routes : Depuis Lima (à 296 km de la capitale régionale) par la Oroya et Junín

## Économie
Elle repose sur l'extraction de minerais, principalement le cuivre. Dans les vallées d'Oxapampa et Pichis-Palcazú, on cultive le riz, le maïs, le haricot, le manioc, la banane, l'orange, la papaye, le cacao… Villa Rica est la capitale du café au Pérou. Cette partie de la région se prête également bien à l'élevage, à la production laitière et à l'apiculture.
Les centrales hydro-électriques de Yaupi et Paucartambo utilisent les eaux du río Paucartambo. La minicentrale d'Oxapampa utilise les eaux du río Chorobamba. Ces centrales fournissent en énergie les villes d'Oxapampa, Villa Rica et Pasco. Actuellement, on poursuit la construction de la centrale hydro-électrique de Yuncán, qui aura une puissance de 125 mégawatts et utilisera elle aussi le cours du río Paucartambo.

## Tourisme
Il existe dans la région des sites archéologiques, comme las ruines de Huirín à Yamahuanca, celles de Yarus et celles de Puntac Marca, à 8 km de Pasco. On peut également visiter le Bosque de Piedras (la forêt de pierres) de Huayllay, qui est un massif de rochers multiformes et gigantesques, travaillés par les pluies et le vent.
La région qui reçoit le plus de touristes est la vallée d'Oxapampa, où s'implantèrent des colons austro-allemands au XIXe siècle, à Oxapampa et Pozuzo.